# Dehaasia pauciflora
Dehaasia pauciflora är en lagerväxtart som beskrevs av Carl Ludwig von Blume. Dehaasia pauciflora ingår i släktet Dehaasia och familjen lagerväxter. Inga underarter finns listade i Catalogue of Life.